# Новосубхангулово
Новосубхангулово (баш. Яңы Собханғол) — деревня в Бурзянском районе Башкортостана России, входит в состав Старосубхангуловского сельсовета.

## Географическое положение
Находится на берегу реки Белой.
Расстояние до:
- районного центра (Старосубхангулово): 10 км,
- ближайшей железнодорожной станции (Белорецк): 141 км.

## Население
| 2002 | 2009 | 2010 |
| ---- | ---- | ---- |
| 513  | ↗581 | ↘525 |

Согласно переписи 2002 года, преобладающая национальность — башкиры (99 %).

## Религия
В деревне есть мечеть.

## Галерея

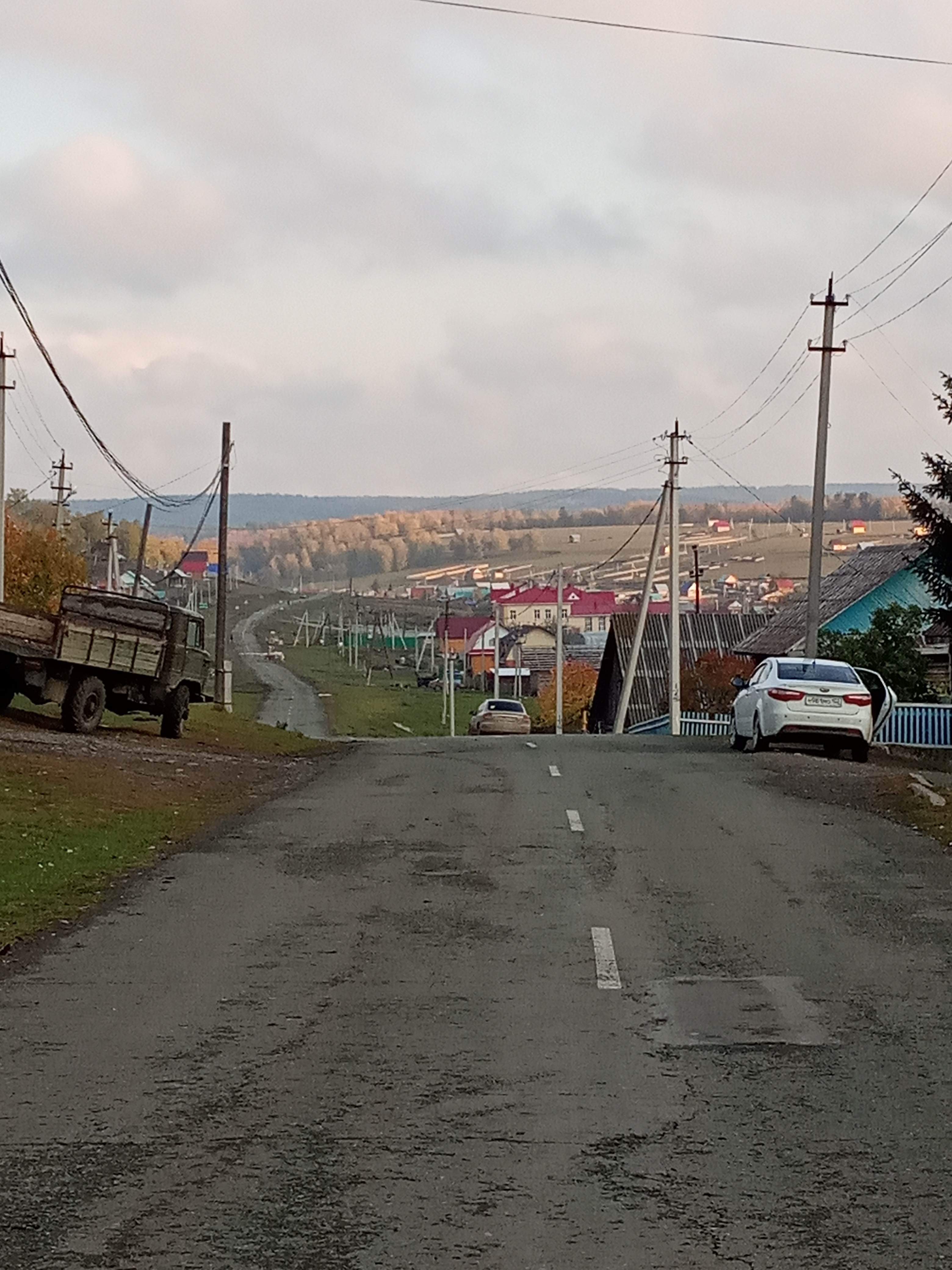
Соединились села Старомусятово и Новосубхангулово
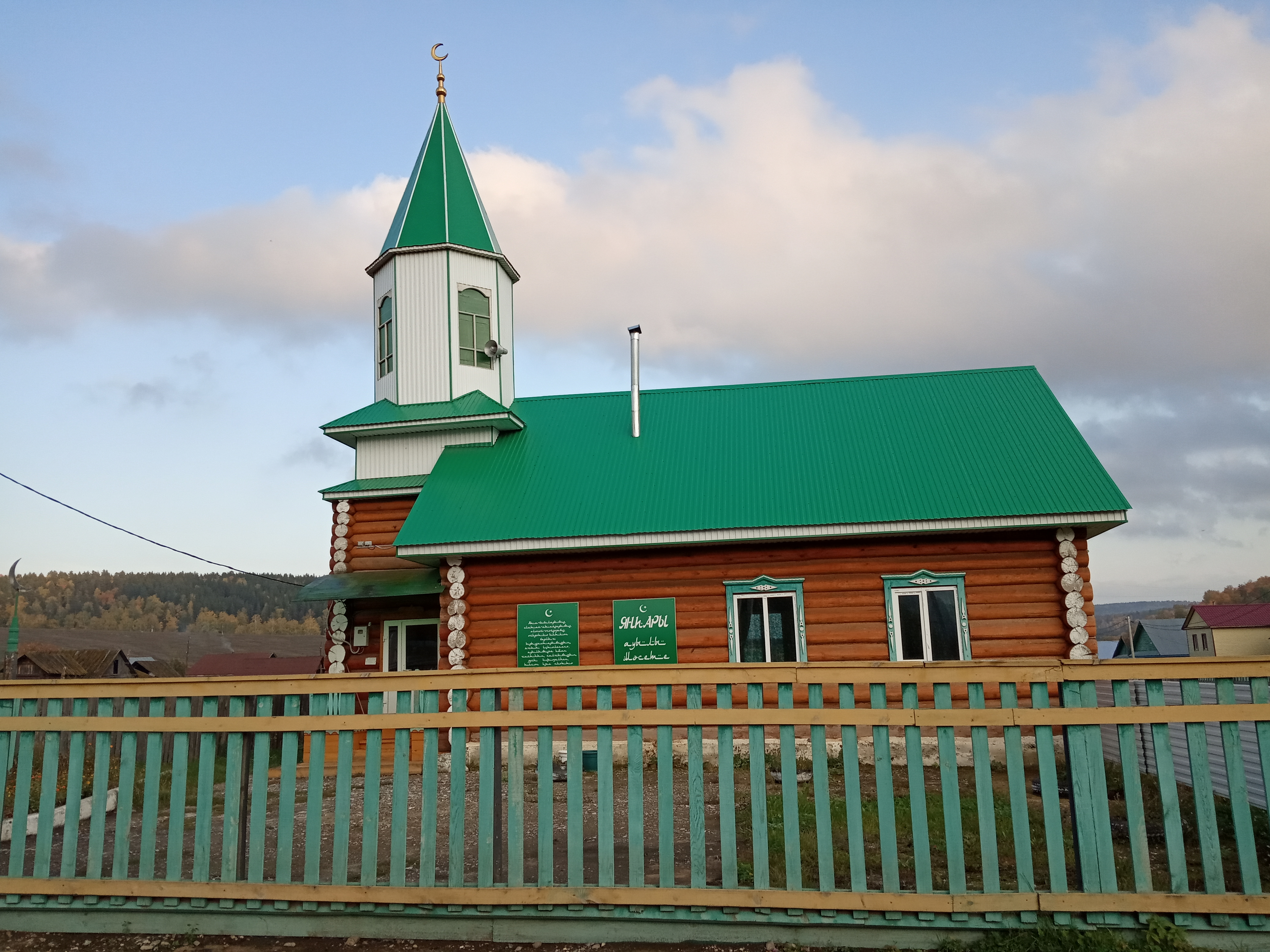
Мечеть
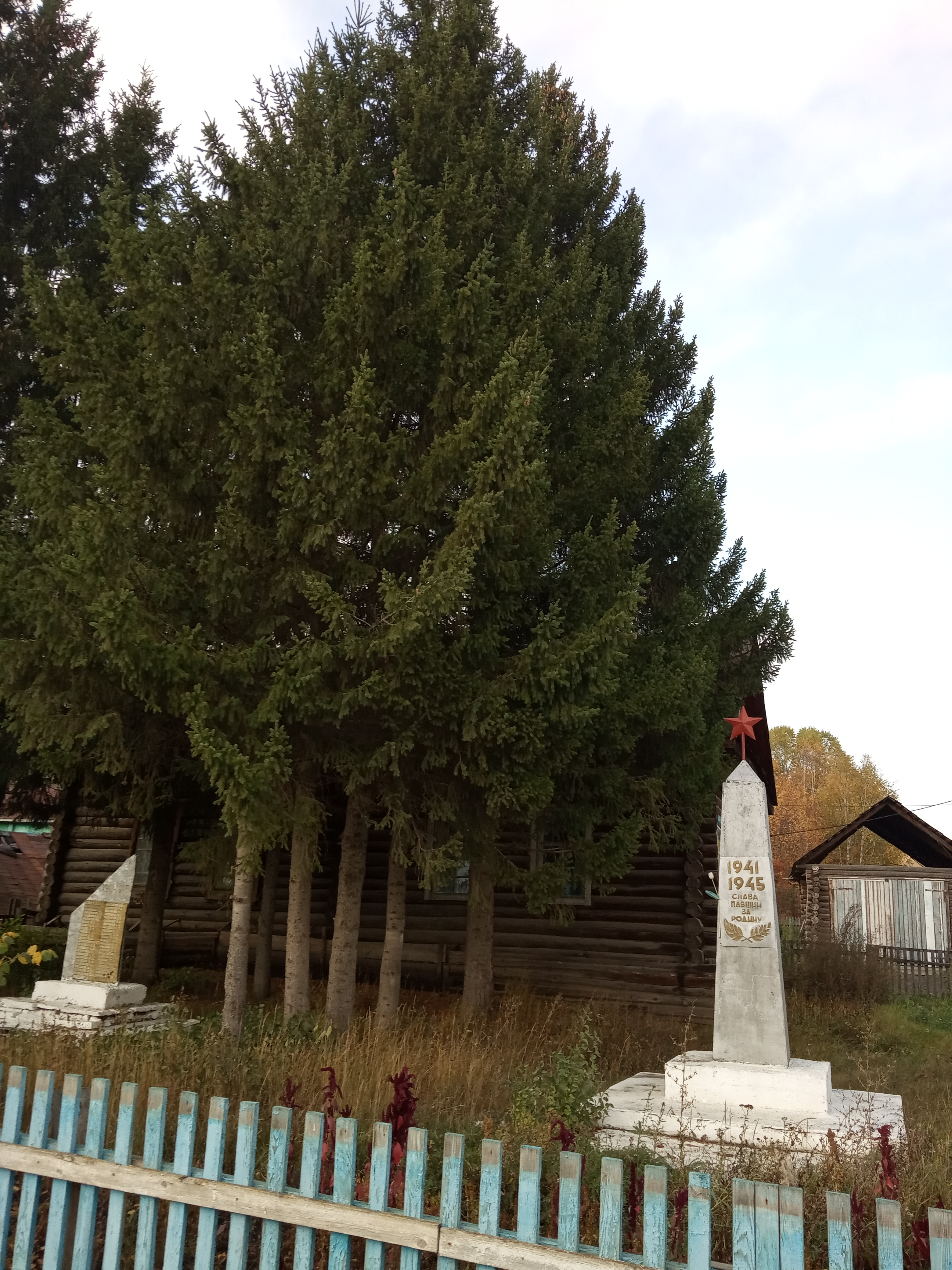
Памятник погибшим в Великой Отечественной войне (1941—1945 гг.)
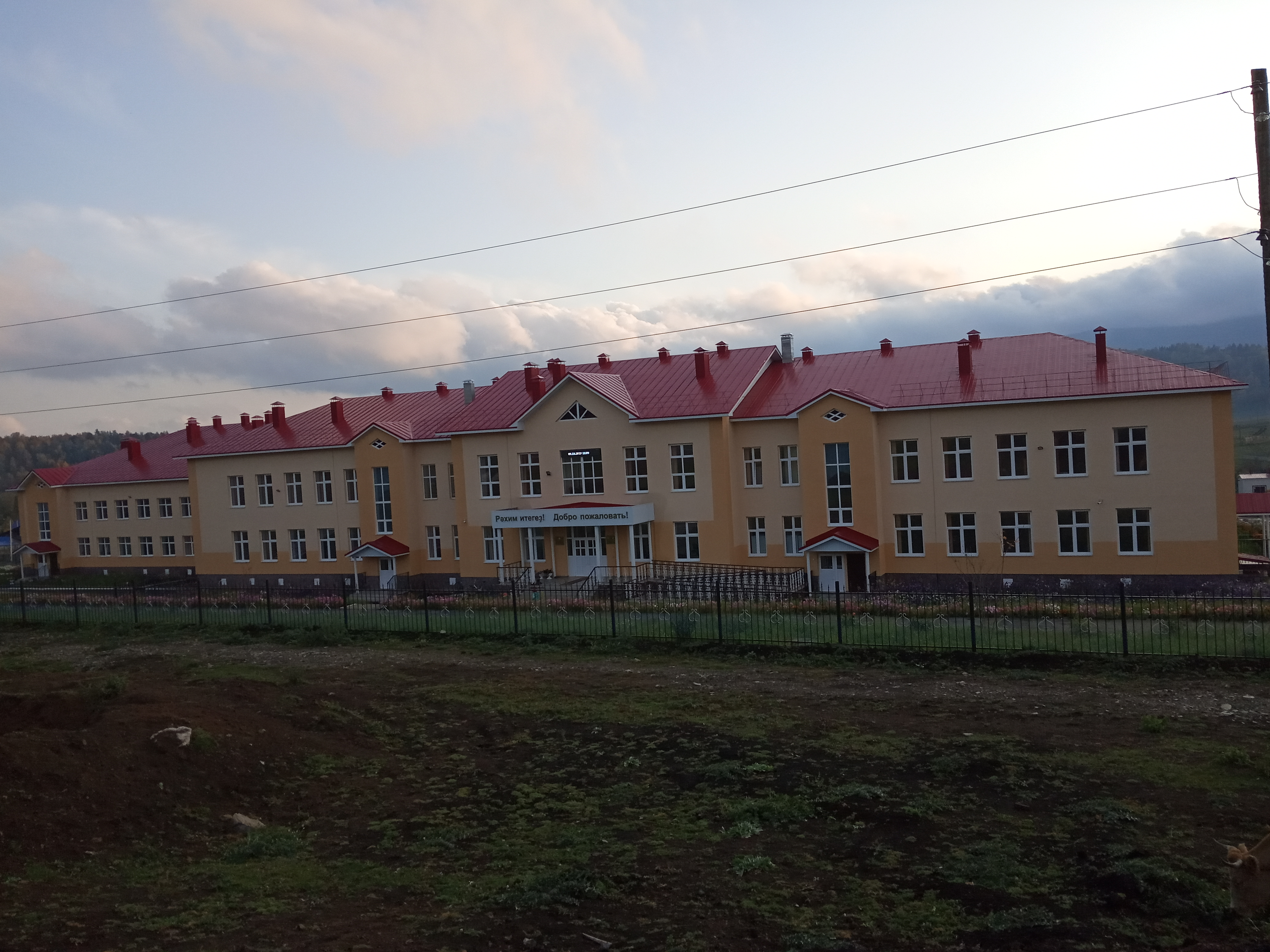
Школа
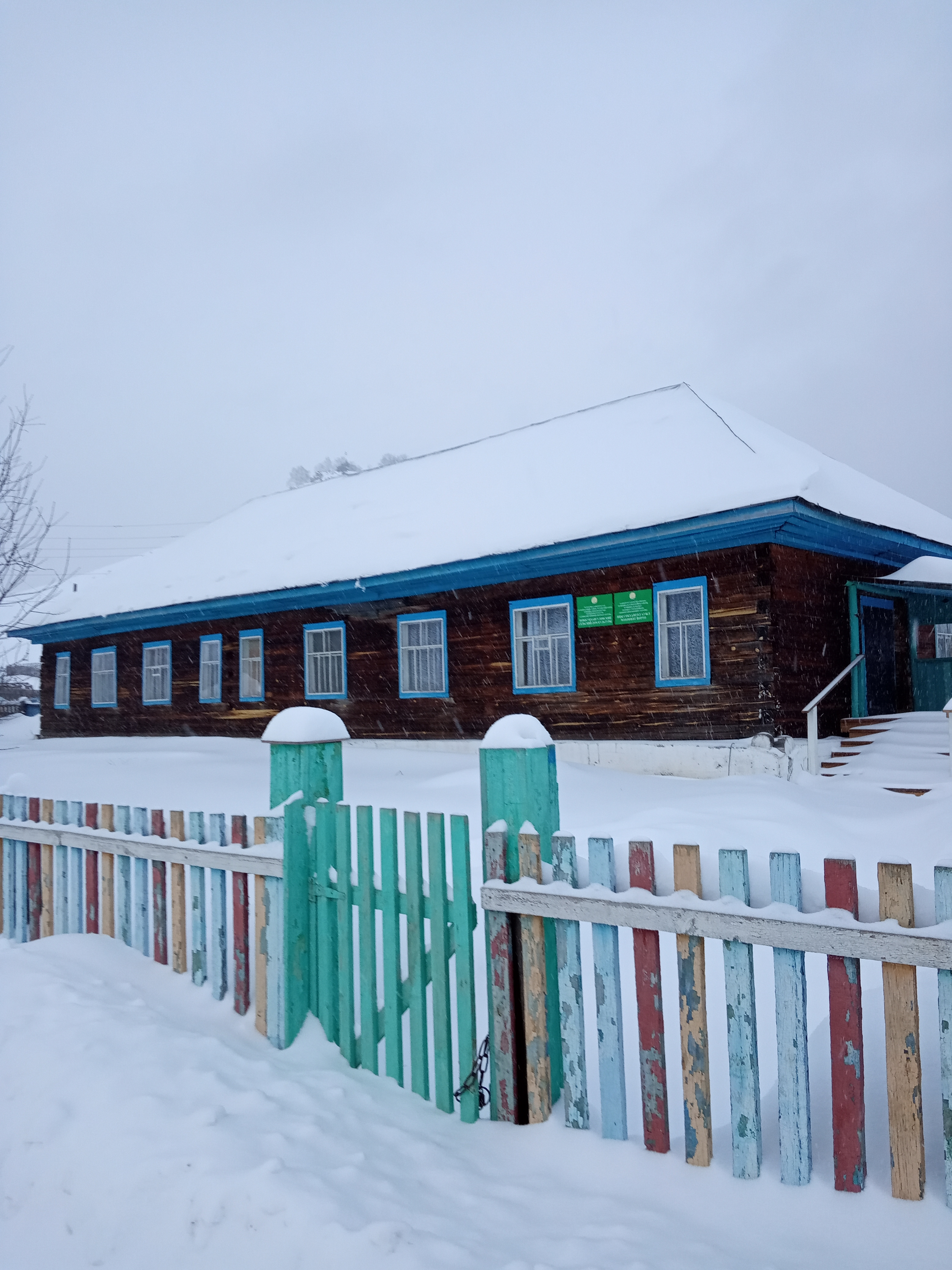
Дом культуры